# Locomotiva SV 39
Le locomotive gruppo 39 della Società Veneta erano un gruppo di locotender di rodiggio 2-2-0, facente parte di una serie costruita originariamente per la svizzera Jura-Bern-Luzern Bahn.

## Storia
La Jura-Bern-Luzern Bahn (JBL) fece costruire dalla Maschinenfabrik Esslingen e dalla SLM tra il 1876 e il 1888 venti locomotive per l'esercizio delle linee centrali dell'altopiano bernese. Immatricolate nella serie Ed 2/4 13 ÷ 32, seguirono le vicende della società, che nel 1891 fu assorbita dalla Compagnia del Giura-Sempione (JS), la quale fu a sua volta nazionalizzata il 1º maggio 1903 e assorbita dalle Ferrovie Federali Svizzere. Con il passaggio alle FFS il gruppo di locomotive assunse la numerazione 5441 ÷ 5442 e 5451 ÷ 5466 (nel frattempo due unità erano state radiate).
Tra il 1903 e il 1933 le locomotive furono tutte radiate e poste in vendita: tre di esse (matricole 5458, 5460 e 5465) furono acquistate nel 1919 dalla Società Veneta, che le immatricolò nel gruppo 39. Ancora tutte presenti nel 1930 nessuna delle locomotive del gruppo risultava più esistente nel parco della "Veneta" allo scoppio della Seconda guerra mondiale. Le locomotive del gruppo 39 furono le ultime vaporiere ad essere acquistate dalla SV. Una locomotiva venne ceduta nel 1911 alla ferrovia Martigny-Orsières, la quale la cedette a sua volta nel 1917; un'altra venne venduta nel 1926 alla Emmenthalbahn-Gesellschaft, concessionaria della ferrovia Soletta-Langnau, che la accantonò e demolì nel 1933.

## Caratteristiche
Le locomotive del gruppo 39 erano locotender a 2 cilindri esterni a semplice espansione e vapore saturo, con distribuzione Allan e distributori a cassetto. Avevano una potenza di 325 CV e una velocità massima di 75 km/h, limitata a 55 km/h sulla rete SV. Di aspetto e prestazioni identiche alle locomotive del gruppo SV 38, con le stesse condivideva il rodiggio 2-2-0: l'immatricolazione non seguiva quindi lo schema di classificazione delle locomotive SV.

## Prospetto delle unità[9]
| Numerazione JBL | Numerazione FFS | Numerazione SV | Anno di costruzione | Costruttore | N. costruzione |
| --------------- | --------------- | -------------- | ------------------- | ----------- | -------------- |
| Eb 2/4 24       | Eb 2/4 5458     | 390            | 1881                | Esslingen   | 1884           |
| Eb 2/4 26       | Eb 2/4 5460     | 391            | 1883                | Esslingen   | 2025           |
| Eb 2/4 31       | Eb 2/4 5465     | 392            | 1888                | SLM         | 500            |